# Jüdischer Friedhof (Elbrinxen)

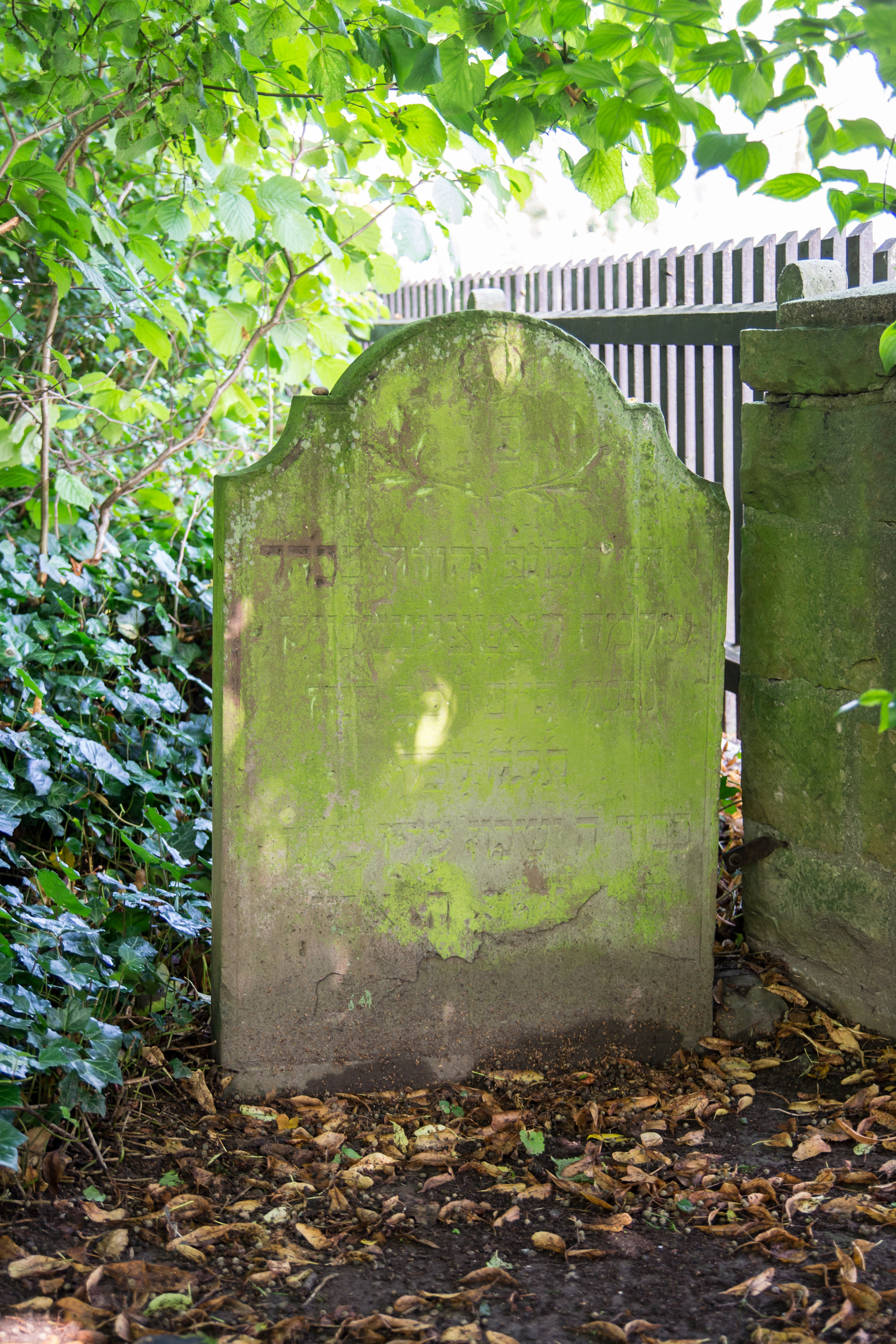
Der letzte erhaltene Grabstein auf dem jüdischen Friedhof in Elbrinxen

Der Jüdische Friedhof Elbrinxen liegt in Elbrinxen, einer Ortschaft der Gemeinde Lügde im Kreis Lippe in Nordrhein-Westfalen. Der letzte erhaltene Grabstein des jüdischen Friedhofs ist mit der Nummer 86 als Baudenkmal in die Denkmalliste der Stadt Lügde eingetragen.

## Beschreibung
Der kleine Jüdische Friedhof von Elbrinxen liegt am Postweg, nordöstlich der Evangelischen Kirche Elbrinxen, an der Nordostecke des Kriegerehrenfriedhofs. Er wurde im 19. Jahrhundert belegt. Nur noch ein Grabstein (Mazewa), errichtet für den 1848 verstorbenen jüdischen Händler Jonathan Katzenstein, ist auf dem Friedhof vorhanden. Der Grabstein hat auf der Vorderseite eine hebräische, auf der Rückseite eine deutsche Inschrift und wurde im Laufe der letzten Jahrhunderte mehrfach umgesetzt.